# Squash-Mannschaftsweltmeisterschaft 1969
Die 2. Mannschafts-Weltmeisterschaft der Herren (englisch 1969 Men's World Team Squash Championships) fand im Jahr 1969 in Birmingham, England statt. Insgesamt nahmen sechs Mannschaften teil.
Titelverteidiger Australien konnte seinen Titel aus dem Jahr 1967 erfolgreich verteidigen. Erneut blieb die australische Mannschaft dabei ungeschlagen. Die Mannschaft bestand aus Geoff Hunt, Ken Hiscoe, Dick Carter und Cam Nancarrow. Vizeweltmeister wurde ein weiteres Mal die britische Mannschaft in der Aufstellung Jonah Barrington, Mike Corby, Paul Millman und Don Innes, vor Pakistan. Erstmals nahm die Vereinigte Arabische Republik an der Weltmeisterschaft teil.

## Modus
Die teilnehmenden Mannschaften traten in einer gemeinsamen Gruppe an. Innerhalb der Gruppe wurde im Round-Robin-Modus gespielt, die bestplatzierte Mannschaft erhielt den Titel des Weltmeisters.
Alle Mannschaften bestanden aus mindestens drei und höchstens vier Spielern, die in der Reihenfolge ihrer Spielstärke gemeldet werden mussten. Pro Begegnung wurden drei Einzelpartien bestritten. Eine Mannschaft hatte gewonnen, wenn ihre Spieler zwei der Einzelpartien gewinnen konnten. Die Spielreihenfolge der einzelnen Partien war unabhängig von der Meldereihenfolge der Spieler.

## Ergebnisse
| Rang | Land                          | Sp. | S | N | Sp.-Diff. | Punkte |
| ---- | ----------------------------- | --- | - | - | --------- | ------ |
| 1    | Australien                    | 5   | 5 | 0 | 12:3      | 10     |
| 2    | Vereinigtes Königreich        | 5   | 4 | 1 | 10:5      | 8      |
| 3    | Pakistan                      | 5   | 3 | 2 | 7:8       | 6      |
| 4    | Südafrika                     | 5   | 2 | 3 | 8:7       | 4      |
| 5    | Neuseeland                    | 5   | 1 | 4 | 5:10      | 2      |
| 6    | Vereinigte Arabische Republik | 5   | 0 | 5 | 3:12      | 0      |

| Australien             | – | Vereinigtes Königreich | 2:1 |
| Australien             | – | Südafrika              | 2:1 |
| Australien             | – | Pakistan               | 2:1 |
| Australien             | – | Neuseeland             | 3:0 |
| Australien             | – | V. A. R.               | 3:0 |
| Vereinigtes Königreich | – | Neuseeland             | 2:1 |
| Vereinigtes Königreich | – | Südafrika              | 3:0 |
| Vereinigtes Königreich | – | Pakistan               | 2:1 |

| Vereinigtes Königreich | – | V. A. R.   | 2:1 |
| Pakistan               | – | Südafrika  | 2:1 |
| Pakistan               | – | Neuseeland | 2:1 |
| Pakistan               | – | V. A. R.   | 3:0 |
| Südafrika              | – | Neuseeland | 2:1 |
| Südafrika              | – | V. A. R.   | 2:1 |
| Neuseeland             | – | V. A. R.   | 2:1 |

## Abschlussplatzierungen
| Rang | Mannschaft                    |
| 01.  | Australien                    |
| 02.  | Vereinigtes Königreich        |
| 03.  | Pakistan                      |
| 04.  | Südafrika                     |
| 05.  | Neuseeland                    |
| 06.  | Vereinigte Arabische Republik |